# Alue Meuraksa
Alue Meuraksa is een bestuurslaag in het regentschap Aceh Jaya van de provincie Atjeh, Indonesië. Alue Meuraksa telt 249 inwoners (volkstelling 2010).